# Adhavan Rajamohan
Adhavan Rajamohan Govindarajah, född 21 februari 1993, är en svensk-lankesisk fotbollsspelare som spelar för IFK Haninge.

## Karriär
Rajamohan började spela fotboll i Vasalunds IF och gick därifrån till Ursvik IK. Därefter spelade han för AIK:s ungdomslag.
Inför säsongen 2013 gick Rajamohan till Akropolis IF. I februari 2018 förlängde han sitt kontrakt med ett år. I mars 2019 förlängde Rajamohan återigen sitt kontrakt med ett år. Säsongen 2019 gjorde han 19 mål och 10 assist från en roll som offensiv mittfältare och hjälpte Akropolis att bli uppflyttade till Superettan.
I mars 2020 förlängde Rajamohan sitt kontrakt med ett år. Rajamohan gjorde sin Superettan-debut den 16 juni 2020 i en 0–0-match mot Dalkurd FF, där han blev inbytt i den 78:e minuten mot Lamine Nekrouf. Fem dagar senare gjorde Rajamohan Akropolis första mål någonsin i Superettan, då han i den 89:e minuten gjorde ett straffmål mot Umeå FC (1–1-match).
I december 2020 värvades Rajamohan av Degerfors IF, där han skrev på ett tvåårskontrakt. Efter säsongen 2022 lämnade Rajamohan klubben för att spela i Schweiz i FC Paradiso. Under juli 2023 återvände han till Sverige när han skrev på för Nordic United.
I juli 2024 gick Rajamohan till IFK Haninge.